# Pardulfo de Guéret
San Pardulfo (Pardulf, Pardoux) (657 – ca. 737) fue un santo franco y abad benedicitino. Es autor de la Vita Pardulfi, que se caracteriza por la visión que ofrece de la vida en Aquitania en ese momento.

## Biografía
Pardulfo nació en Sardent, en el seno de una familia campesina. La tradición dice que fue un pastor que decidió vivir como un ermitaño después de una terrible tormenta. El conde de Lantaire había construido un monasterio en el Guéret. Pardulfo se unió a este monasterio, después de servir como abad. Siguió estrictamente condiciones de penitencia, como nunca entrar en calor que no fuera los rayos del sol, y comer una vez por semana. Sin embargo, cuando envejeció lo hacía de vez en cuando con el uso de "piedras calientes". Rechazó el consumo de productos avícolas, comiendo solo setas que los campesinos locales le llevaron.
ElVita Pardulfi registra un milagro realizado por Pardulfo. Algunos carpinteros cortaron la madera con la intención de construir la iglesia de Saint-Aubin en Guéret. Después de cargar la madera en carros y cuando regresaban a sus trabajos de construcción, se determinó que la madera era demasiado corta. El jefe de los carpinteros deseaba que alguno de los ellos pagara por esto, pero Pardulfo intervino con un milagro haciendo que la madera tuviera del tamaño adecuado e incluso superando la medida prevista. Como resultado, el exceso de madera fue serrada y colgada en la iglesia como un objeto de veneración.
Según la tradición, durante la invasión omeya en el sur de Francia, Pardulfo permaneció en su monasterio. Las fuerzas omeyas, después de la retirada en la batalla de Tours, llegaron al monasterio. Sin embargo, el monasterio se salvó del ataque, lo que fue atribuido a las oraciones de Pardulfo.

## Veneración
Su fiesta se celebra el 6 de octubre. Un relicario que contiene su brazo se conserva en la iglesia de Sardent. Sin embargo, ahora se encuentra en el Museo de Bellas Artes en Guéret.  Una serie de lugares en Francia, como Saint-Pardoux-de-Drone, tienen su nombre en honor al santo. 